# Gonorynchiformes

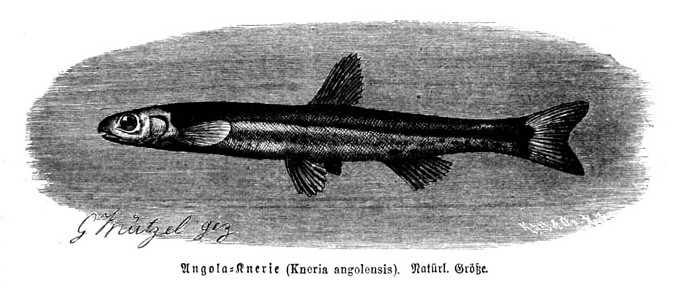
Kneria angolensis

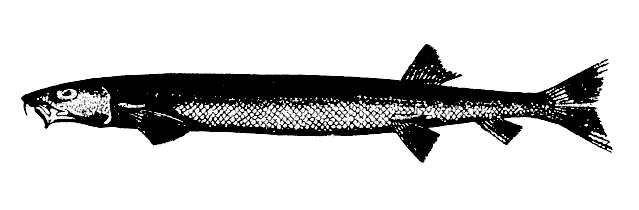
Gonorynchus greyi

Los Gonorynchiformes son un orden de peces marinos teleósteos del superorden ostariofisios, entre los que se incluyen los peces de leche así como numerosos grupos de peces fósiles. Existen unas pocas especies tanto marinas como de agua dulce, y entre ellos destaca el sabalote (Chanos chanos), pescado con cierta importancia comercial.
Entre sus características están que tienen pequeñas bocas sin dientes y que presentan un primitivo aparato Weberiano, formado por las tres primeras vértebras y una o más costillas cefálicas.

## Sistemática
Aunque muchas de las familias son ahora muy pequeñas, tienen diversos géneros fósiles. Hay en la actualidad 4 familias, agrupadas en tres subórdenes:
Orden Gonorynchiformes
- Suborden Chanoidei
  - Familia  † Aethalinopsis - Extinguida, hermanos primitivos de los Chanidae, vivieron en el Cretácico inferior.
  - Familia Chanidae - Sabalotes o Peces de leche.
    - Subfamilia  † Rubiesichthyinae - Extinguida, del Cretácico inferior.
    - Subfamilia Chaninae - Peces de leche actuales y el género dastilbe, este último ya extinto.

- Suborden Gonorynchoidei
  - Familia  † Apulichthys - Extinguida, hermanos primitivos de los Gonorynchidae.
  - Familia Gonorynchidae - Peces de arena picudos.

- Suborden Knerioidei
  - Familia Kneriidae - Knéridos
  - Familia Phractolaemidae - Fractolémidos

Orden extinto  † Sorbininardiformes, grupo hermano del orden Gonorynchiformes:
- Familia  † Sorbininardidae - Extinta